# Пастовнік
Пастовнік (словац. Pastovník) — річка; права притока Секчова, протікає в окрузі Бардіїв.
Довжина приблизно 7,7-9,8 км. Витік знаходиться в масиві Чергівські гори — на висоті приблизно 980-990 метрів.
Протікає територією сіл Гертник і Бартошовце.. Впадає у Секчов на висоті приблизно 380-385 метрів.